# Dolichopus dentalis
Dolichopus dentalis är en tvåvingeart som först beskrevs av Zhang, Masunaga och Yang 2009.  Dolichopus dentalis ingår i släktet Dolichopus och familjen styltflugor.
Artens utbredningsområde är Yunnan (Kina). Inga underarter finns listade i Catalogue of Life.